# 3166 Klondike
A 3166 Klondike (ideiglenes jelöléssel 1940 FG) a Naprendszer kisbolygóövében található aszteroida. Yrjö Väisälä fedezte fel 1940. március 30-án.